# シースリヨータイ

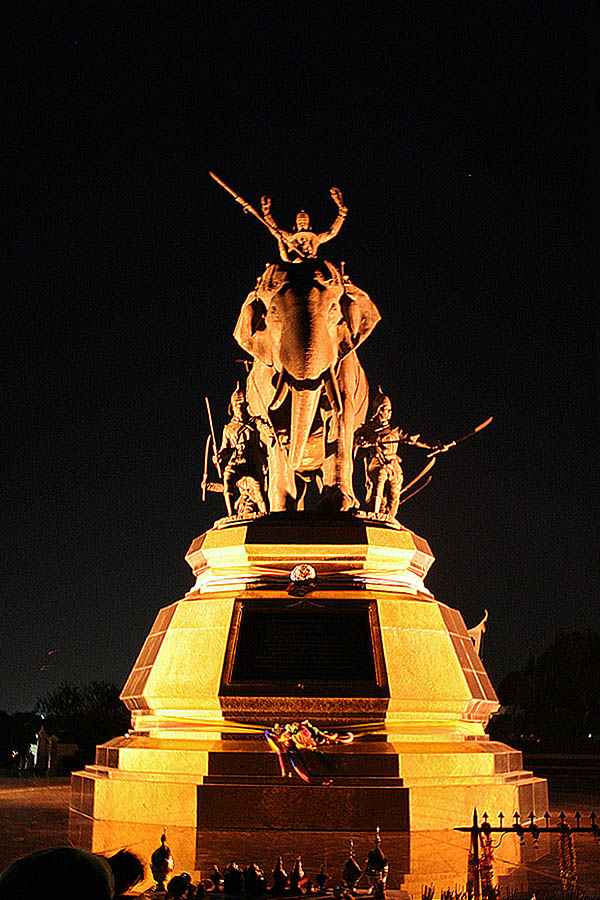
スリヨータイの彫像

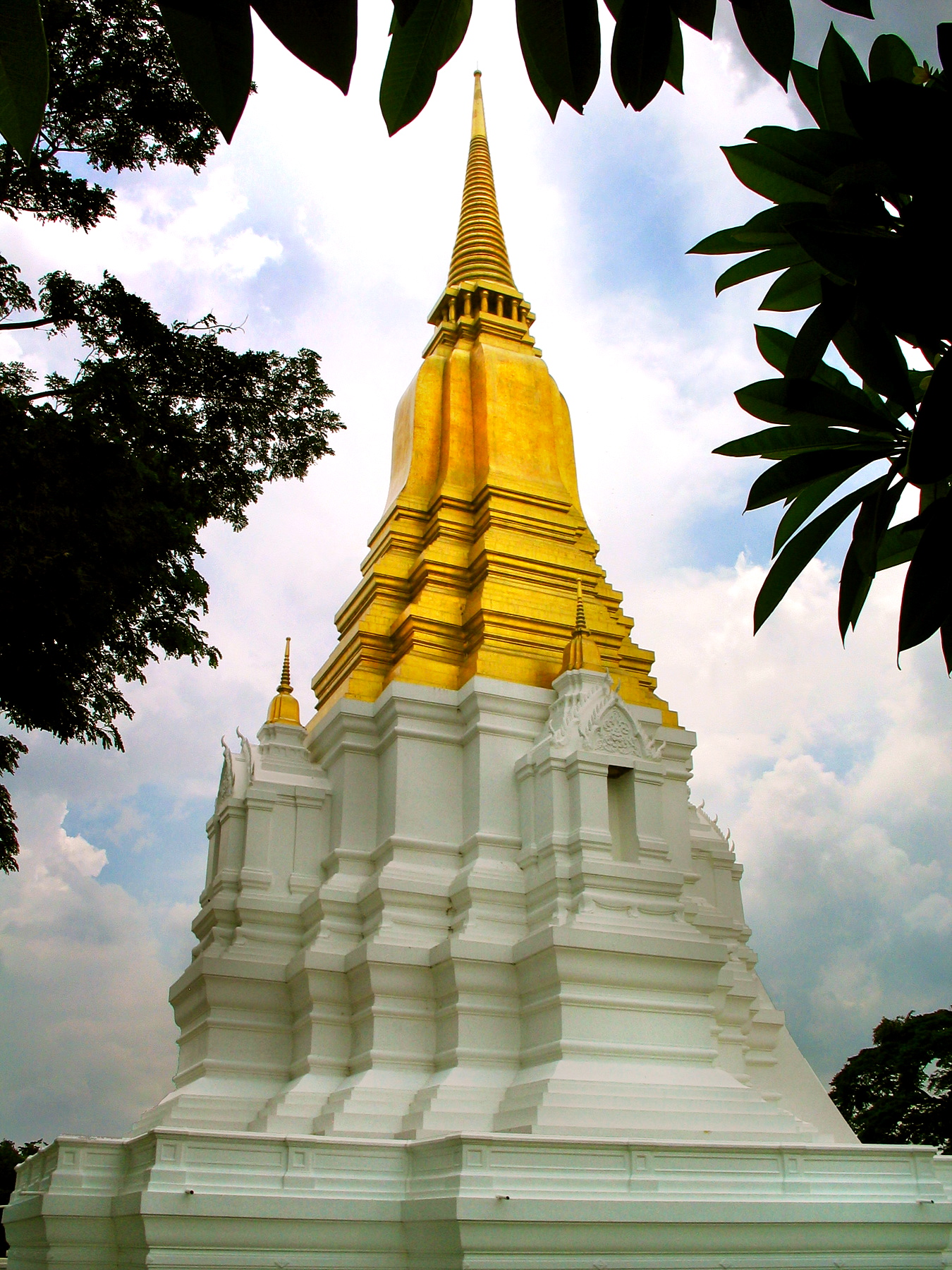
チェーディー・シースリヨータイ（スリヨータイの仏塔）

シースリヨータイ（シースリヨータイ王妃、タイ語: สมเด็จพระศรีสุริโยทัย）、通称・スリヨータイ（スリヨタイ）という人物は、16世紀の現在のタイ王国に存在したアユタヤ王朝のチャクラパット王の妃である。王を守るために戦で命を落としたことで知られる。スリヨータイ王妃の名はバラモン教とヒンドゥー教の太陽神あるいは太陽そのものを意味するスーリヤ（タイ語: สุริยะ）という言葉と、「夜明け」、「初め」に由来するウタイ（タイ語: อุทัย）という言葉を掛け合わせた合成語である。

## 略史
1548年、ビルマ王国はアユタヤ攻略のためにシャム（タイ）を侵略し、アユタヤの王マハー・チャクラパットは戦象に乗り、これを迎え撃つため出陣した。スリヨータイ王妃は王の身を案じ、女性の軍事参加は禁止されていたにもかかわらず、男装をして自らのゾウで戦いに加わった。
戦闘時、王のゾウが倒れ、王の命が危険にさらされると、スリヨータイ王妃は自らのゾウを進ませて王を守り、自らはビルマ兵の草刈り鎌により殺された。
その後、マハー・チャクラパット王は妃の冥福を祈願するため、アユタヤ県郊外の寺院ワット・スアンルアン・ソプサワンにチェーディー（仏塔）を建てた。これは「プラ・チェーディー・シースリヨータイ」と呼ばれる。同所には記念公園もあり、ゾウに乗ったスリヨタイ王妃の大きな像が建立されている。
2001年、シリキット王妃の出資により、スリヨータイ王妃の生涯を描いた映画、『スリヨータイ』（監督: M・C・チャートリーチャルーム・ユコン）が作られた。

### 逸話の真実性
スリヨータイには少なからずこの逸話に対する真実性を問う議論や、スリヨータイ妃自体の非実在論が古くから存在する。スリヨータイの逸話は、女性がゾウにまたがることを禁じられていたにもかかわらず戦に出たという、当時の価値観を鑑みてはあり得ない記述を含んでいるためである。政治学者のテープモントリー・リムパヤーヨムは、スリヨータイが戦に出て死んだという考古学的な証拠の欠如をその著書の中で指摘している。
また、国王の命で作成された歴史書、『アユタヤ王朝年代記』には、スリヨータイの名前は登場するものの、スリヨータイの名の出る伝本はいずれも18世紀になって成立したものであり、現存する伝本で一番古く17世紀に成立し、正確性において他のものよりも優れているといわれる『ルワンプラスート版アユタヤ王朝年代記』には、「そして御正室陛下と王女殿下は兵と戦い、象の首と共に死んだ。（タイ語: และส้มเด็จพระองค์มเหศี และสมเด็จพระเจ้าลูกเธอพระราชบุตรีนั้น ได้รบด้วยข้าเศิกเถิงสิ้นชนม์กับคอช้างนั้น）」と書かれているのみで、この王妃の名前は記されておらず、また国王を守って死んだとも書かれていない。